# Deutsche Poolbillard-Meisterschaft 1998 (Herren)
Die Deutsche Poolbillard-Meisterschaft 1998 war die 24. Austragung zur Ermittlung der nationalen Meistertitel der Herren in der Billardvariante Poolbillard. Sie wurde vom 28. Juli bis 2. August 1998 in Selm ausgetragen.
Es wurden die Deutschen Meister in den Disziplinen 14/1 endlos, 8-Ball, 9-Ball und 8-Ball-Pokal ermittelt.

## Medaillengewinner
| Disziplin    | Gold                     | Silber                     | Bronze                      | Bronze                   |
| ------------ | ------------------------ | -------------------------- | --------------------------- | ------------------------ |
| 14/1 endlos  | Dieter Johns             | Thorsten Hohmann           | Oliver Ortmann              | Ralf Souquet             |
| 8-Ball       | Bernd Jahnke             | Thomas Engert              | Christian Reimering         | Andreas Roschkowsky      |
| 9-Ball       | Oliver Ortmann           | Maico Kollmeier            | Bernd Jahnke                | Dieter Johns             |
| 8-Ball-Pokal | Thorsten Hohmann (Fulda) | Thomas Engert (Ingolstadt) | Markus Schneider (Stolberg) | Ali Karaoglou (Solingen) |

## Modus
Die 32 Spieler, die sich über die Landesmeisterschaften der Billard-Landesverbände qualifiziert haben, spielten zunächst im Doppel-KO-System. Ab dem Viertelfinale wurde im KO-System gespielt.

## Wettbewerbe
Aus Gründen der Übersichtlichkeit werden im Folgenden jeweils nur die 16 bestplatzierten Spieler notiert.

### 14/1 endlos
| Platz | Spieler           |
| ----- | ----------------- |
| 1     | Dieter Johns      |
| 2     | Thorsten Hohmann  |
| 3     | Oliver Ortmann    |
| 3     | Ralf Souquet      |
| 5     | Ralf Mund         |
| 5     | Thomas Engert     |
| 5     | Hajo Meier        |
| 5     | Arik Reiter       |
| 9     | Frank Willner     |
| 9     | Bernd Jahnke      |
| 9     | Rene Schaerf      |
| 9     | Thomas Damm       |
| 13    | Michael Huppertz  |
| 13    | Günter Geisen     |
| 13    | Michael Dremsizis |
| 13    | Dirk Richter      |

### 8-Ball
| Platz | Spieler             |
| ----- | ------------------- |
| 1     | Bernd Jahnke        |
| 2     | Thomas Engert       |
| 3     | Christian Reimering |
| 3     | Andreas Roschkowsky |
| 5     | Dirk Kozianka       |
| 5     | Frank Willner       |
| 5     | Michael Schmidt     |
| 5     | Oliver Ortmann      |
| 9     | Thorsten Hohmann    |
| 9     | Michael Huppertz    |
| 9     | Ismet Mehmedi       |
| 9     | Alexander Dremsizis |
| 13    | Harald Schröter     |
| 13    | Thomas Damm         |
| 13    | Carmine Nanula      |
| 13    | Hajo Meier          |

### 9-Ball
| Platz | Spieler             |
| ----- | ------------------- |
| 1     | Oliver Ortmann      |
| 2     | Maico Kollmeyer     |
| 3     | Bernd Jahnke        |
| 3     | Dieter Johns        |
| 5     | Thorsten Hohmann    |
| 5     | Michael Huppertz    |
| 5     | Thomas Engert       |
| 5     | Thomas Damm         |
| 9     | Ralf Mund           |
| 9     | Alexander Dremsizis |
| 9     | Ismet Mehmedi       |
| 9     | Klaus Zobrekis      |
| 13    | Rainer Martin       |
| 13    | Andreas Allrich     |
| 13    | Harald Schröter     |